# Simpsonovi (4. řada)
Čtvrtá řada amerického animovaného seriálu Simpsonovi je pokračování třetí řady tohoto seriálu. Byla vysílána na americké televizní stanici Fox od 24. září 1992 do 13. května 1993. V Česku měl první díl z této řady premiéru 1. dubna 1994 na ČT1 (při prvním českém vysílání měla řada jinou sestavu dílů). Řada má celkem 22 dílů.

## Seznam dílů
| Č. v seriálu | Č. v řadě | Původní název                              | Český název | Režie           | Scénář                                                                    | Premiéra v USA     | Premiéra v ČR      | Produkční kód |
| ------------ | --------- | ------------------------------------------ | --- | --------------- | ------------------------------------------------------------------------- | ------------------ | ------------------ | ------------- |
| 60           | 1         | Kamp Krusty                                | Vzhůru na prázdniny (ČT, Prima) Krustyho tábor (Disney+)                                                                                 | Mark Kirkland   | David M. Stern                                                            | 24. září 1992      | 29. dubna 1994     | 8F24          |
| 61           | 2         | A Streetcar Named Marge                    | Tramvaj do stanice Marge | Rich Moore      | Jeff Martin                                                               | 1. října 1992      | 1. dubna 1994      | 8F18          |
| 62           | 3         | Homer the Heretic                          | Homer kacířem | Jim Reardon     | George Meyer                                                              | 8. října 1992      | 9. září 1994       | 9F01          |
| 63           | 4         | Lisa the Beauty Queen                      | Líza královnou krásy (ČT, Prima) Líza je královna krásy (Disney+)                                                                        | Mark Kirkland   | Jeff Martin                                                               | 15. října 1992     | 16. září 1994      | 9F02          |
| 64           | 5         | Treehouse of Horror III                    | Speciální čarodějnický díl (ČT, Prima) Speciální čarodějnický díl III. (Disney+)                                                         | Carlos Baeza    | Al Jean, Mike Reiss, Jay Kogen, Wallace Wolodarsky, Sam Simon a Jon Vitti | 29. října 1992     | 4. listopadu 1994  | 9F04          |
| 65           | 6         | Itchy & Scratchy: The Movie                | Bartův trest (ČT, Prima) Itchy a Scratchy ve filmu (Disney+)                                                                             | Rich Moore      | John Swartzwelder                                                         | 3. listopadu 1992  | 23. září 1994      | 9F03          |
| 66           | 7         | Marge Gets a Job                           | Marge jde do zaměstnání (ČT, Prima) Marge má zaměstnání (Disney+)                                                                        | Jeff Lynch      | Bill Oakley a Josh Weinstein                                              | 5. listopadu 1992  | 30. září 1994      | 9F05          |
| 67           | 8         | New Kid on the Block                       | Nová holka v ulici (ČT, Prima) Nová holka od vedle (Disney+)                                                                             | Wes Archer      | Conan O'Brien                                                             | 12. listopadu 1992 | 2. září 1994       | 9F06          |
| 68           | 9         | Mr. Plow                                   | Pan Pluhař | Jim Reardon     | Jon Vitti                                                                 | 19. listopadu 1992 | 18. listopadu 1994 | 9F07          |
| 69           | 10        | Lisa's First Word                          | Lízino první slovo | Mark Kirkland   | Jeff Martin                                                               | 3. prosince 1992   | 7. října 1994      | 9F08          |
| 70           | 11        | Homer's Triple Bypass                      | Homerova koronární operace (ČT, Prima) Homerův trojitý bypass (Disney+)                                                                  | David Silverman | Gary Apple a Michael Carrington                                           | 17. prosince 1992  | 14. října 1994     | 9F09          |
| 71           | 12        | Marge vs. the Monorail                     | Marge versus jednokolejka | Rich Moore      | Conan O'Brien                                                             | 14. ledna 1993     | 21. října 1994     | 9F10          |
| 72           | 13        | Selma's Choice                             | Selmina volba | Carlos Baeza    | David M. Stern                                                            | 21. ledna 1993     | 28. října 1994     | 9F11          |
| 73           | 14        | Brother from the Same Planet               | Velký bratr (ČT, Prima) Brácha ze stejné planety (Disney+)                                                                               | Jeff Lynch      | Jon Vitti                                                                 | 4. února 1993      | 11. listopadu 1994 | 9F12          |
| 74           | 15        | I Love Lisa                                | Svatého Valentýna (ČT, Prima) Miluju Lízu (Disney+)                                                                                      | Wes Archer      | Frank Mula                                                                | 11. února 1993     | 27. ledna 1995     | 9F13          |
| 75           | 16        | Duffless                                   | Homer na suchu (ČT, Prima) Na suchu (Disney+)                                                                                            | Jim Reardon     | David M. Stern                                                            | 18. února 1993     | 30. prosince 1994  | 9F14          |
| 76           | 17        | Last Exit to Springfield                   | Homer – spása Springfieldu (ČT, Prima) Homer v odborech (Disney+)                                                                        | Mark Kirkland   | Jay Kogen a Wallace Wolodarsky                                            | 11. března 1993    | 2. prosince 1994   | 9F15          |
| 77           | 18        | So It's Come to This: A Simpsons Clip Show | Tak takhle to dopadlo (ČT, Prima) Tak šel život (Disney+)                                                                                | Carlos Baeza    | Jon Vitti                                                                 | 1. dubna 1993      | 16. prosince 1994  | 9F17          |
| 78           | 19        | The Front                                  | Nastrčená osoba (ČT, Prima) Tak trochu jiný autor (Disney+)                                                                              | Rich Moore      | Adam I. Lapidus                                                           | 15. dubna 1993     | 9. prosince 1994   | 9F16          |
| 79           | 20        | Whacking Day                               | Hadobijecký den | Jeff Lynch      | John Swartzwelder                                                         | 29. dubna 1993     | 25. listopadu 1994 | 9F18          |
| 80           | 21        | Marge in Chains                            | Marge za mřížemi (ČT, Prima) Marge ve vězení (Disney+)                                                                                   | Jim Reardon     | Bill Oakley a Josh Weinstein                                              | 6. května 1993     | 13. ledna 1995     | 9F20          |
| 81           | 22        | Krusty Gets Kancelled                      | Šáša Krusty je zrušen – šáša Krusty má padáka (ČT) Šáša Krusty je zrušen – Šáša Krusty má padáka (Prima) Šáša Krusty je zrušen (Disney+) | David Silverman | John Swartzwelder                                                         | 13. května 1993    | 6. ledna 1995      | 9F19          |